# 下温克灵
下温克灵是德国巴伐利亚州的一个市镇。总面积25.65平方公里，总人口2589人，其中男性1284人，女性1305人（2011年12月31日），人口密度101人/平方公里。